# Sal Mistretta
Salvatore Vincent Mistretta, noto semplicemente come Sal Mistretta (New York, 9 gennaio 1945 – Palm Springs, 26 gennaio 2023) è stato un attore statunitense.

## Biografia
Nato a Brooklyn, Sal Mistretta esordì sulle scene nel 1971, nel musical Fiddler on the Roof in scena a Westbury con Zero Mostel. Dopo aver recitato accanto a Yul Brynner nel tour di The King and I e con Lauren Bacall nella tournée statunitense di Wonderful Town, nel 1976 Mistretta fece il suo debutto a Broadway nel musical Something's Afoot. Durante gli anni settanta, ottanta e novanta Mistretta tornò ripetutamente a recitare e cantare a Broadway, a partire dal 1978, quando si esibì accanto a Madeline Kahn di On the Twentieth Century. L'anno successivo apparve nella prima di Broadway del musical Evita, in cui recitava nell'ensemble prima di essere promosso al ruolo di Augustin Magaldi, un ruolo che tornò ad interpretare nel tour statunitense del 1980 e poi ancora nel 1991. Nel 1981 e nel 1982 recitò con Angela Lansbury nel tour statunitense di Sweeney Todd: The Demon Barber of Fleet Street, in cui interpretava il barbiere Adolfo Pirelli.
Nel 1983 si unì alla tournée di Cats, in cui interpretava il duplice ruolo di Asparagus e Bustopher Jones, mentre nel 1987 fu il protagonista della prima di The Phantom of the Opera di Ken Hill. Nel 1989 recitò ancora in The King and I, questa volta in una tournée statunitense e canadese in cui era il sostituto di Rudol'f Nureev nel ruolo del Re del Siam; nello stesso anno tornò a recitare a Broadway in Welcome to the Club, mentre nel 1990 fu ancora Pirelli in Sweeney Todd in scena a Pittsburgh. Sempre nello stesso anno interpretò il ruolo principale di Fagin nel musical Oliver! ad Akron, mentre nel 1994 tornò a Broadway nel musical Sunset Boulevard, in cui recitò accanto a Glenn Close nel ruolo del produttore Sheldrake. Nel 1998 tornò a Broadway per l'ultima volta come sostituto del ruolo di Herr Shultz in Cabaret per la regia di Sam Mendes, ritornando poi a ricoprire la parte, questa volta come interprete principale, nella tournée statunitense dello show. Negli anni successivi Mistretta interpretò ruoli da caratterista in produzioni regionali dei musical Oklahoma! (Pittsburgh, 2007), Caroline, or Change (Baltimora, 2008), Guys and Dolls (Ogunquit, 2009) e Sunset Boulevard (Ogunquit, 2010), questa volta nel ruolo del co-protagonista Max von Mayerling.
Dichiaratamente omosessuale e sposato con Jeff Jelineo, è morto nel 2023 all'età di 78 anni.

## Filmografia parziale

### Cinema
- Nemiche amiche (Stepmom), regia di Chris Columbus (1998)
- Step Up 3D, regia di Jon Chu (2010)

### Televisione
- Simon & Simon - serie TV, 1 episodio (1983)
- Law & Order: Criminal Intent - serie TV, 3 episodi (2002-2005)
- Squadra emergenza (Third Watch) - serie TV, 1 episodio (2005)
- Law & Order - I due volti della giustizia (Law & Order) - serie TV, 1 episodio (2008)
- Rescue Me - serie TV, 1 episodio (2009)

## Doppiatori italiani
Nelle versioni in italiano delle opere in cui ha recitato, Sal Mistretta è stato doppiato da:
- Danilo Bruni in Law & Order: Criminal Intent (ep. 3x19)
- Nino D'Agata in Step Up 3D